# Emsworth (Pennsylvania)
Emsworth is een plaats (borough) in de Amerikaanse staat Pennsylvania, en valt bestuurlijk gezien onder Allegheny County.

## Demografie
Bij de volkstelling in 2000 werd het aantal inwoners vastgesteld op 2598. In 2006 is het aantal inwoners door het United States Census Bureau geschat op 2408, een daling van 190 (-7,3%).

## Geografie
Volgens het United States Census Bureau beslaat de plaats een oppervlakte van 1,8 km², waarvan 1,5 km² land en 0,3 km² water. Emsworth ligt op ongeveer 254 m boven zeeniveau.

## Plaatsen in de nabije omgeving
De onderstaande figuur toont nabijgelegen plaatsen in een straal van 4 km rond Emsworth.